# إيتانب
إيتانب، (بالفرنسية: Étampes)، (نطق:etɑ̃p)، هي بلدية فرنسية في منطقة العاصمة باريس. وهي تقع على بعد 48.1 كم (29.9 ميل) جنوب غرب من وسط باريس. إيتامبس هي مقاطعة فرعية من إقليم إيسون.

## توأمة
لإيتامبس اتفاقيات توأمة مع:
- بورنا

## أعلام
- جوردان كويلو
- أرنو بلترام
- ياكوبا سيلا
- جين فيكتور ماكينغو
- تشان باركر
- سوزان برنارد
- خوان من فوا
- إيتيان جوفري سانت هيلار